# Rodriguezia antioquiana
Rodriguezia antioquiana är en orkidéart som beskrevs av Friedrich Fritz Wilhelm Ludwig Kraenzlin. Rodriguezia antioquiana ingår i släktet Rodriguezia och familjen orkidéer. Inga underarter finns listade i Catalogue of Life.